# Sempervivum jakucsii
Sempervivum jakucsii là một loài thực vật có hoa trong họ Crassulaceae. Loài này được Pénzes miêu tả khoa học đầu tiên năm 1965.